# Гульельминпьетро, Андрес
Андре́с Гульельминпье́тро (исп. Andrés Guglielminpietro; род. 10 апреля 1974, Сан-Николас-де-лос-Аройос, Буэнос-Айрес) — аргентинский футболист. Наиболее известен под прозвищем «Гули». В основном играл на позиции левого полузащитника, хотя начинал карьеру нападающим.

## Биография
Гули — воспитанник «Химнасии» из Ла-Платы, в составе которой он начал профессиональную карьеру в 1994 году.
Пик его карьеры пришёлся на выступления в «Милане». Гульельминпьетро забил победный гол в матче против «Перуджи», и «россонери» выиграли скудетто 1998/99. Затем его карьера стала угасать в связи с травмами, и потом он играл в разных клубах по всему миру, почти никогда не приходя в основу. В 2004 году Андрес в составе «Боки» стал обладателем Южноамериканского кубка.
После короткого перерыва он вернулся обратно в свой родной клуб «Химнасия и Эсгрима». В 2006 году завершил карьеру. Затем начал тренерскую карьеру, был ассистентом Диего Симеоне в «Эстудиантесе» и «Ривер Плейте».
В 2011 году возобновил карьеру футболиста в составе полулюбительского клуба из Торнео Архентино C (он же Торнео Интериор) — пятого по уровню дивизиона, «Клуб дель Акуэрдо».
В 2014 году возглавил в качестве главного тренера клуб-середняк Примеры B «Дуглас Хейг». Затем недолго возглавлял клубы «Нуэва Чикаго», «Сентраль Кордова» и вновь «Дуглас Хейг».

## Достижения
- Чемпион Италии (1): 1999
- Победитель Южноамериканского кубка (1): 2004